# Microclocks
Microclocks (eigene Schreibweise: microClocks) ist eine deutsche Band aus dem Ruhrgebiet. Die Band stand ab 2011 beim Label Artist Station Records von Frank Bornemann, dem Gründer der Art-Rockband Eloy, unter Vertrag. Im Jahr 2016 unterzeichnete sie einen Vertrag beim Label Echozone. Die Band bezeichnet sich selbst als stilistisch zwischen Rock und Pop stehend. Die englischsprachigen Texte handeln oft von gesellschaftspolitischen Problemen, der Fremdbestimmung, von sozialen Ungerechtigkeiten, dem Werteverfall unserer Gesellschaft und dem Aufruf zur Revolte gegen diese Zustände.

## Geschichte
Nach der Gründung von Microclocks wurde die Band in das Förderprogramm Bandwatch des Landes Nordrhein-Westfalen aufgenommen. Es folgten Auftritte bei Großveranstaltungen, wie der Kieler Woche, dem Eurocityfest Münster oder Essen.Original. Im Jahr 2010 erhielt Microclocks Auszeichnungen im Rahmen des Deutschen Rock- & Pop-Preises für das erste, zu diesem Zeitpunkt noch in Eigenregie vertriebene Album Stars From Diffuse Matter sowie für die gleichnamige Video-Auskopplung in den Kategorien Bestes Album (englischsprachig) sowie Bestes Video.
Anfang des Jahres 2011 begannen die Aufnahmen für das Album Opinions Are On Sale, welches am 18. November 2011 veröffentlicht wurde. Produzent des Albums war Massimo Nocito. Mit der ersten Single Is Anybody Out There?, die Fragen über das Sein jenseits der eigenen Wahrnehmung thematisiert, erreichte die Band in der 42. KW des Jahres 2011 Platz 8 der ‚Deutschen Alternative Charts‘ (DAC) sowie Platz 16 der ‚Native 25 Charts‘ und hielt sich für mehrere Wochen in den Top 20 der DAC. Im darauffolgenden Jahr bestritt die Band ihre erste Tournee, die von Sennheiser sowie dem Musikmagazin Intro präsentiert wurde. Im Dezember 2012 folgten Festivals und Show Cases unter anderem mit Saltatio Mortis, Mesh, De/Vision und In Strict Confidence.
Im Zuge der verstärkten Live-Präsenz wurde neben der Fach- auch die Tagespresse auf die Band aufmerksam. Im Rahmen einer Berichterstattung Anfang des Jahres 2013 verglich die Bild Microclocks mit Depeche Mode, die bis heute als eines der Vorbilder der Band gelten. Es folgten Auftritte unter anderem bei Bochum Total sowie beim Nocturnal Culture Night-Festival mit Künstlern, wie Phillip Boa and the Voodooclub und Diary of Dreams.
2014 war die Band im Rahmen des M’era Luna Festivals in Hildesheim neben Acts, wie Marilyn Manson, Within Temptation und Paradise Lost zu sehen. Darüber hinaus begannen die Arbeiten am neuen Album mit Produzent Olaf Wollschläger, welcher sich in der jüngeren Vergangenheit zum Beispiel für Produktionen von And One oder Mesh verantwortlich zeichnete. Finanziert wurde die Album-Produktion über ein seitens der Band initiiertes Crowdfunding-Projekt, welches im Jahr 2015 erfolgreich abgeschlossen wurde.

## Gesellschaftliches und soziales Engagement
Microclocks ist seit August 2012 offizieller Botschafter des Sozialverbands AH-TA e.V. Die Band engagierte sich sozial zuvor bereits im Rahmen von Benefiz-Veranstaltungen, etwa zugunsten des Frauen-Notrufs bei einem Konzert in Köln.

## Diskografie

### Alben
- Soon Before Sundown – Album (2016, Echozone/Soulfood)
- Opinions Are On Sale – Album (2011, Artist Station Records/Soulfood)
- Stars From Diffuse Matter – Album (2010, Eigenveröffentlichung)

### EPs
- Semantics (2007, Eigenveröffentlichung)
- Circular Waves (2006, Eigenveröffentlichung)

### Singles
- Raptor – Single (2017, Echozone)
- Life Is Grim – Single (2017, Echozone)
- The Edge – Single (2016, Echozone)
- Is Anybody Out There? – Single (2011, Artist Station Records)

### Samplerbeiträge
- The Spirit That Denies (Gothic Music Orgy Vol. 4, 9/2017)
- Life Is Grim (Sonic Seducer Sampler, 9/2014)
- Hyperion (Zillo Sampler, 11/2011)